# Miniopterus griffithsi
Miniopterus griffithsi är en fladdermus i familjen läderlappar som förekommer på södra Madagaskar. Artepitet hedrar zoologen Owen Griffiths som grundade ett centrum för artskydd på Madagaskar.
Arten blir med svans 12,2 till 12,8 cm lång, svanslängden är 5,4 till 6,3 cm och vikten varierar mellan 12 och 15,5 g. Djuret har 4,8 till 5,0 cm långa underarmar, cirka 0,8 cm långa bakfötter och ungefär 1,4 cm stora öron. Den långa och täta pälsen på ovansidan är nära huvudet ljusare brun än på ryggens mitt eller vid stjärten. Undersidan är spräcklig ljus- och mörkbrun och de ljusa håren dominerar nära vingarna. Miniopterus griffithsi har en mörkbrun flygmembran men svansflyghuden är tydlig ljusare brun. Den broskiga fliken i örat (tragus) har ett påfallande veck på sidan. Före den kalla årstiden lagrar individerna fett i kroppen och de är därför lite tyngre än vanlig.
Utbredningsområdet ligger i låglandet i södra Madagaskar upp till 110 meter över havet. I regionen förekommer många grottor som erbjuder gömställen. Antagligen jagar arten i det öppna landskapet intill skogar.
IUCN listar arten med kunskapsbrist (DD).